# Fester's Quest
Fester's Quest est un jeu vidéo d'action-aventure en vue du dessus, contenant des phases de labyrinthe en vue subjective, développé par Sunsoft sorti en 1989 aux États-Unis sur Nintendo Entertainment System et borne d'arcade, et en 1990 en France. Il est adapté de la série télévisée La Famille Addams et raconte l'histoire de Fester Addams, qui part délivrer les habitants de la ville, tous enlevés lors d'une invasion extraterrestre.

## Trame
Alors que les autres membres de la famille Addams la prenne pour folle, Mamie Addams, voyant des aliens envahir la ville dans sa boule de cristal, utilise un sort de protection sur la maison familiale. Oncle Fester, allongé sur sa chaise longue en pleine nuit, voit une soucoupe volante débarquer en plein milieu de la nuit et enlever tous les habitants de la ville. La famille Addams est épargnée grâce au sort de Mamie Addams qui empêche les extraterrestres de trouver des formes de vie dans leur maison. Comme Gomez doit protéger la maison, Fester, armé de son fidèle trombone, est chargé de secourir les habitants de la ville. Il est aidé dans sa quête par les autres membres de la famille Addams, qui lui fournissent des objets.

## Système de jeu
Fester's Quest est un jeu d'action en vue de dessus. Le joueur dirige Fester Addams, qui doit parcourir une ville envahie de monstres et franchir de nombreux obstacles, étant parfois obligé de passer par les égouts pour se frayer un chemin. Son but est d'affronter 5 boss aliens cachés dans des bâtiments de la ville, pour pouvoir atteindre la soucoupe volante des extraterrestres. Il a à sa disposition son tromblon, qui augmente de niveau en ramassant des bonus laissés par les ennemis; cela le rendant plus puissant et change la portée, la vitesse et la trajectoire sinusoïdale des balles. Il trouve au fur et à mesure du jeu une autre arme, le fouet, ainsi que de nombreux objets, soit de support (potion de soins, ampoule pour éclairer les égouts, clé), soit d'attaque (missile, intervention de Lurch) pour l'aider dans sa quête. Fester récolte de l'argent sur les ennemis qu'il peut utiliser pour se régénérer à des stands de hot-dogs.
Régulièrement, Fester doit affronter un boss. Ceux-ci sont précédés d'une phase d'exploration en vue subjective dans des couloirs labyrinthiques en 3D, où l'objectif est simplement de trouver la porte du boss (aucun ennemi n'étant présent pendant ces phases).

## Accueil
Fester's Quest reçoit des critiques mitigées à sa sortie, qui lui reprochent sa lenteur,. Pour Player One, le jeu est un peu court, quoique original et rigolo. Il est considéré par GamesRadar+ comme le 73e pire jeu de tous les temps, à cause de sa difficulté excessive et son manque de rapport avec la Famille Addams.